# Impatiens divaricata
Impatiens divaricata är en balsaminväxtart som beskrevs av Adrien René Franchet. Impatiens divaricata ingår i släktet balsaminer, och familjen balsaminväxter. Inga underarter finns listade i Catalogue of Life.